# Kassiratta
Kassiratta ist ein Dorf (estnisch küla) in der estnischen Landgemeinde Otepää (bis 2017 Puka) im Kreis Valga. Es liegt circa 13 km der Stadt Otepää. Kassiratta hat 29 Einwohner (Stand 31. Dezember 2021).